# Wijskowe
Wijskowe (ukrainisch Військове, russisch Войсковое Woiskowoje) ist ein Dorf in der ukrainischen Oblast Dnipropetrowsk mit etwa 950 Einwohnern (2006).

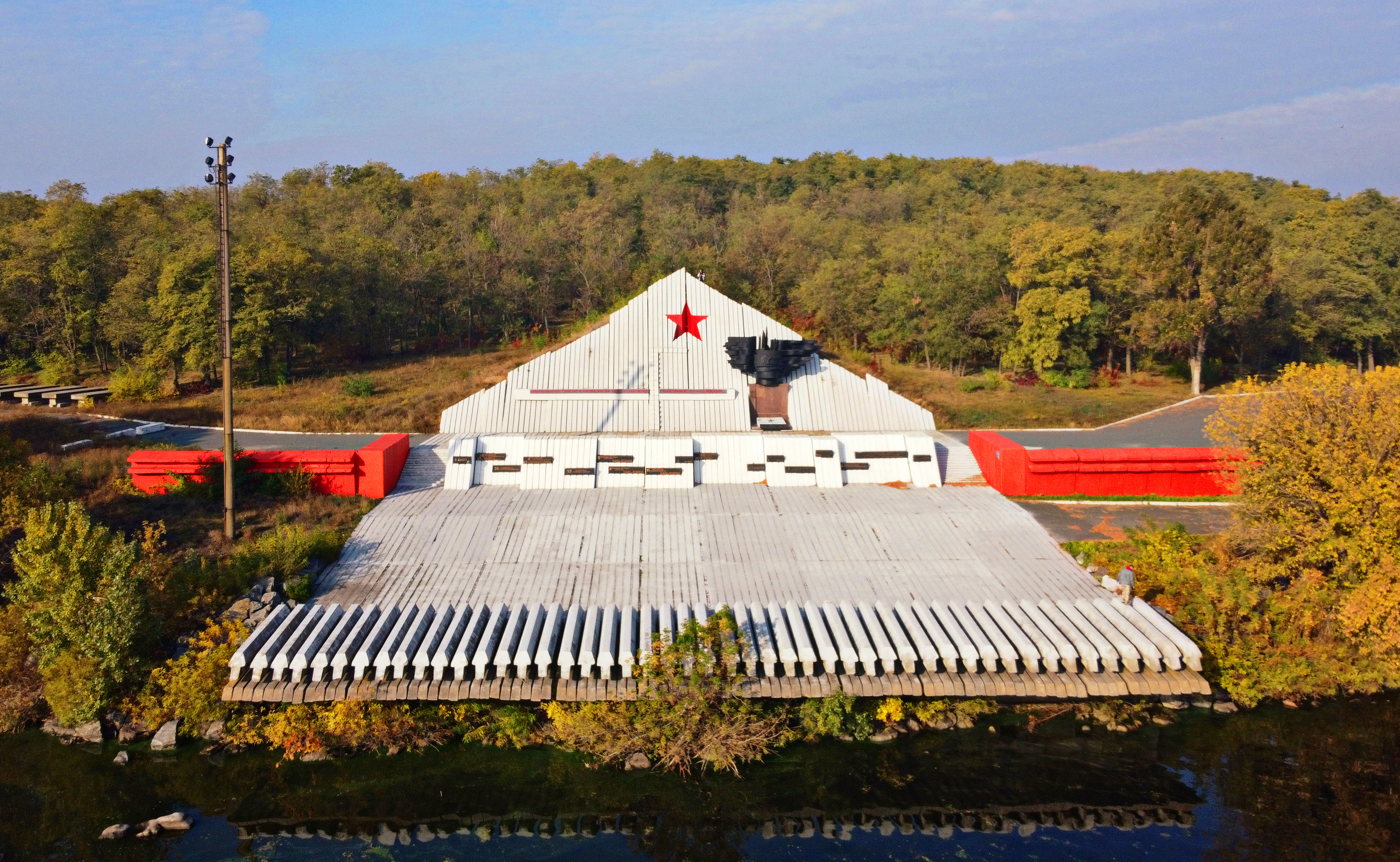
Denkmal im Ort

Das Dorf liegt am rechten Ufer des zum Saporischja-Stausee angestauten Dnepr 26 km östlich vom ehemaligen Rajonzentrum Solone und 52 km südlich des Oblastzentrums Dnipro.
Am 12. Juni 2020 wurde das Dorf ein Teil der Siedlungsgemeinde Solone, bis dahin bildete es zusammen mit den Dörfern Hrosa (Гроза), Kalyniwka (Калинівка), Petro-Swystunowe (Петро-Свистунове) und Wownihy (Вовніги) die gleichnamige Landratsgemeinde Wijskowe (Військова сільська рада/Wijskowa silska rada) im Osten des Rajons Solone.
Am 17. Juli 2020 kam es im Zuge einer großen Rajonsreform zum Anschluss des Rajonsgebietes an den Rajon Dnipro.